# Теракт у вірменському парламенті
Теракт у вірменському парламенті — терористичний акт у вірменському парламенті, який стався 27 жовтня 1999 року. Група з п'яти озброєних осіб у довгому верхньому одязі увірвалася в зал засідань Національних зборів Республіки Вірменія і відкрила вогонь по президії, де знаходилися і міністри (якраз був день уряду — так званий «день питань і відповідей»).
За кілька хвилин країна втратила прем'єр-міністра Вазґена Сарґсяна, спікера парламенту Карена Демірчяна і обох його заступників, міністра і трьох депутатів. Загалом загинуло вісім людей. Кількох поранених шпиталізували в лікарню у важкому стані.
Лідер нападників вигукував, що уряд «смокче кров народу».
Наступного ранку нападники здалися й після тривалого судового процесу в 2003 році отримали вироки довічного ув'язнення. На суді їхній керівник, колишній журналіст Наїрі Унанян твердив, що вбивством прем'єр-міністра Вазґена Сарґсяна він хотів «відновити конституційний порядок» і посилити позиції тодішнього президента Роберта Кочаряна.
Протягом кількох років слідства й судового процесу так і залишилася без відповіді низка питань, які цікавили суспільство: як нападники дістали акредитацію як журналісти державного телебачення, як пронесли стільки зброї в парламентську будівлю, чи не стояла за нападниками ще якась сила.
Після трагедії вся країна об'єдналася навколо Кочаряна, а той протягом кількох років демонтував, іще до кінця не посталі демократичні інституції в своїй країні. Парламент перестав бути самостійним джерелом політичної влади, провідну вірменську незалежну телекомпанію закрили, а політичні партії були послаблені до практичної втрати впливу.
Іще одним наслідком тих подій став зрив процесу мирного врегулювання із сусіднім Азербайджаном через Нагірний Карабах. Тоді, як виглядало, все йшло до того, що вже через кілька тижнів сторони могли досягти якоїсь домовленості.
Після загибелі прем'єра Сарґсяна цього не сталося. А з тим, як зміцнював свій контроль у Вірменії Кочарян, який, перш ніж стати президентом цієї країни, був і президентом самопроголошеної Нагірно-Карабахської республіки, сподівання на мир узагалі стали примарними.